# ブウタン
『ブウタン』は、馬場のぼるの漫画作品。第1回小学館漫画賞（1955年度）受賞作品。幼年ブック連載作品。

## 登場人物
ブウタン
本作の主人公で、豚を擬人化した存在。
ハナぼう
ブウタンの親友で女の子で、豚を擬人化した存在。
トンタン
ブウタンの親友で遊び相手で、豚を擬人化した存在。
ガリタン
ブウタンの親友で遊び相手で、豚を擬人化した存在。
ごんた
ブウタンを熱湯に入れて食べようとしたが失敗し、結局面倒を見た。狼である。

## 書誌情報
- 『馬場のぼるこどもまんが集』こぐま社、2011年(ISBN 978-4-772190510)
- 『少年漫画劇場』筑摩書房、1972年